# Том Крауз
Томас Крауз (нім. Tom Krauß, нар. 22 червня 2001, Лейпциг, Німеччина) — німецький футболіст, півзахисник клубу «Майнц 05».

## Ігрова кар'єра

### Клубна
Том Крауз є вихованцем клубу «РБ Лейпциг» зі свого рідного міста Лейпциг. У червні 2020 року Том зіграв свій перший матч у дорослій команді. Але вже того ж року для набору ігрової практики відправився в оренду Другої Бундесліги «Нюрнберг».
Сезон 2022/23 Крауз також почав в оренді. Цього разу це клуб Бундесліги «Шальке 04».
14 липня 2023 року підписав довгострокову угоду з клубом «Майнц 05».

### Збірна
У 2018 році у складі юнацької збірної Німеччини (U-17) Том Крауз узяв участь у юнацькій першості Європи, що проходила на полях Англії. У турнірі Крауз зіграв один матч.